# Debutina taediosa
Debutina taediosa är en skalbaggsart som beskrevs av Leon Fairmaire 1903. Debutina taediosa ingår i släktet Debutina och familjen Melolonthidae. Inga underarter finns listade i Catalogue of Life.